# Sarwar Danish
Muhammad Sarwar Danish (en darí: سرور دانش), (nacido en 1961) es un político afgano que se desempeñó como Segundo Vicepresidente de Afganistán de 2014 a 2021. Anteriormente se desempeñó como Ministro de Justicia en funciones de 2004 a 2010 y como Ministro de Asuntos Superiores en funciones. Educación de 2010 a 2014. Cuando la provincia de Daykundi se separó de la provincia de Uruzgán en 2004, Danish se convirtió en su primer gobernador.

## Primeros años y educación
Muhammad Sarwar, hijo danés de Muhammad Ali, nació en 1961 en el distrito de Ishtarlay de la provincia de Daykundi, en el centro de Afganistán. Pertenece a la etnia Hazara. Danish completó su educación superior en Irak, Siria e Irán, donde obtuvo títulos en derecho, periodismo y estudios islámicos. Recibió una Maestría en Fiqh. Desde 1982 hasta 2001 realizó diversas publicaciones. Danish es autor de 15 libros y 700 ensayos académicos. Se volvió fluido en el idioma dari, pashto y árabe.

## Administración de Karzai
Después de que el régimen talibán fue derrocado y se formó la administración de Karzai, Danish participó en la loya jirga de 2002. Se desempeñó como miembro de la Comisión de Redacción Constitucional a través de un decreto del presidente Hamid Karzai y como participante en la Loya Jirga Constitucional.
- Datos: Q7424823
- Multimedia: Sarwar Danish / Q7424823